# Smilax cinnamomea
Smilax cinnamomea är en enhjärtbladig växtart som beskrevs av René Louiche Desfontaines och A.Dc. Smilax cinnamomea ingår i släktet Smilax och familjen Smilacaceae.
Artens utbredningsområde är Franska Guyana. Inga underarter finns listade.